# Svenska mästerskapet i handboll för herrar 1937/1938
Svenska mästerskapet i handboll 1937/1938 vanns av Västerås IK. Deltagande lag var DM-vinnarna från respektive distrikt.

## Omgång 1
- IFK Uddevalla–GF Frithiof 14–13 (förl.)
- Majornas IK–IF Göta 24–13
- Halmstads BK–IFK Kristianstad 4–26
- Flottans IF Karlskrona–GoIF Fram 14–5

## Omgång 2
- Bodens BK–Umeå läroverk 18–22
- Visby IF–Gefle Sport 11–14
- Djurgårdens IF HF–Upsala IF 22–9
- IFK Eskilstuna–Västerås IK 12–16
- BK Derby–KFUM Örebro 8–10
- IFK Uddevalla–Majornas IK 11–19
- IFK Kristianstad–Flottans IF Karlskrona 5–7

## Kvartsfinaler
- Östersund–Umeå läroverk 7–6
- Gefle Sport–Djurgårdens IF HF 8–15
- Västerås IK–KFUM Örebro 14–13
- Majornas IK–Flottans IF Karlskrona 7–8

## Semifinaler
- Östersund–Djurgårdens IF HF w.o.
- Västerås IK–Flottans IF Karlskrona 9–8

## Final
- Djurgårdens IF HF–Västerås IK 12–13